# Chapelle de Sainte-Foi
La chapelle Sainte-Foi est bâtie sur le sommet d'une colline à l'écart du village de Sainte-Foi dans le département français de l'Ariège et à proximité de la tour Sainte-Foi.

## Historique
Il s'agit à l'origine chapelle castrale de la maison forte voisine,. En 1207, elle apparaît dans un inventaire de l'abbaye de Sainte-Foy de Conques. Une bulle du pape Innocent III révèle également que l'église de Sainte-Foi est bien possession de l'abbaye rouergate en 1123.
La chapelle est inscrite au titre des monuments historiques par arrêté du 11 décembre 1995
La chapelle a été entièrement restaurée par la commune et a été inaugurée en septembre 2019.

## Localisation
Elle se trouve à 391 m d'altitude, au sud du village. La chapelle avec son cimetière attenant et la
demeure seigneuriale (XIVe siècle) au lieudit "La tour" constitue un site inscrit le 3 décembre 1973.

## Description
La chapelle reprend les codes de l'art roman. Elle présente une nef unique et un clocher-mur avec deux alvéoles garnies de cloches. 
Elle est constituée d'une maçonnerie en gros moellons de pierre. Le toit est en tuile canal. À l'intérieur, le sol est en dalles de terre cuite.
Le chevet paraît toutefois typique du début de l'art roman des alentours du XIe siècle. L'abside semi-circulaire, plus étroite que la nef, est voûtée en cul-de-four. La fenêtre d'axe, en plein cintre, est extrêmement étroite, peu haute et ébrasée.[réf. souhaitée]  À l'intérieur du chœur, une corniche de billettes court au haut des murs.
Le chœur conserve des peintures murales, datées probablement des XIVe ou XVe siècles. Ces peintures représentent des personnages bibliques et ont été  découvertes en 1953. Le Christ en Majesté, accompagné de symboles des évangélistes (aigle, ange, taureau, lion), est entouré du collège des apôtres.

## Un édifice remanié
Malgré une homogénéité apparente, plusieurs campagne de travaux transparaissent. Des décrochements sont visibles dans les murs de la nef aussi bien du côté nord que côté sud. La moulure extérieure de la première travée s'interrompt et les traces de surélévation  sont marquées. La sacristie et le porche ont été ajoutés. Les textes mentionnent des travaux sur la charpente effectués au XVIIe siècle. Une ordonnance de visite, datant du siècle suivant, recommande de reprendre le couvrement de l'abside et de blanchir ses murs.

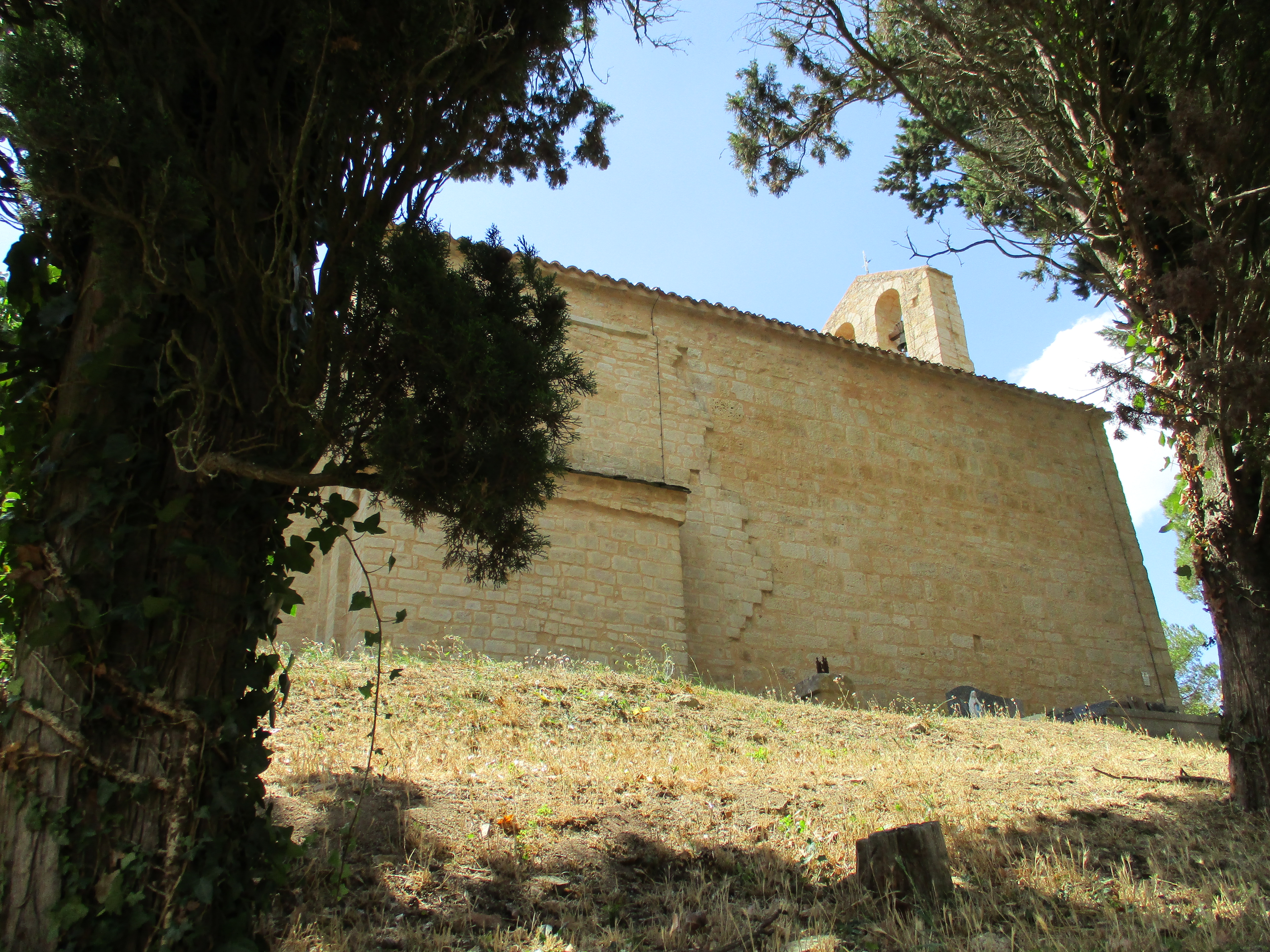
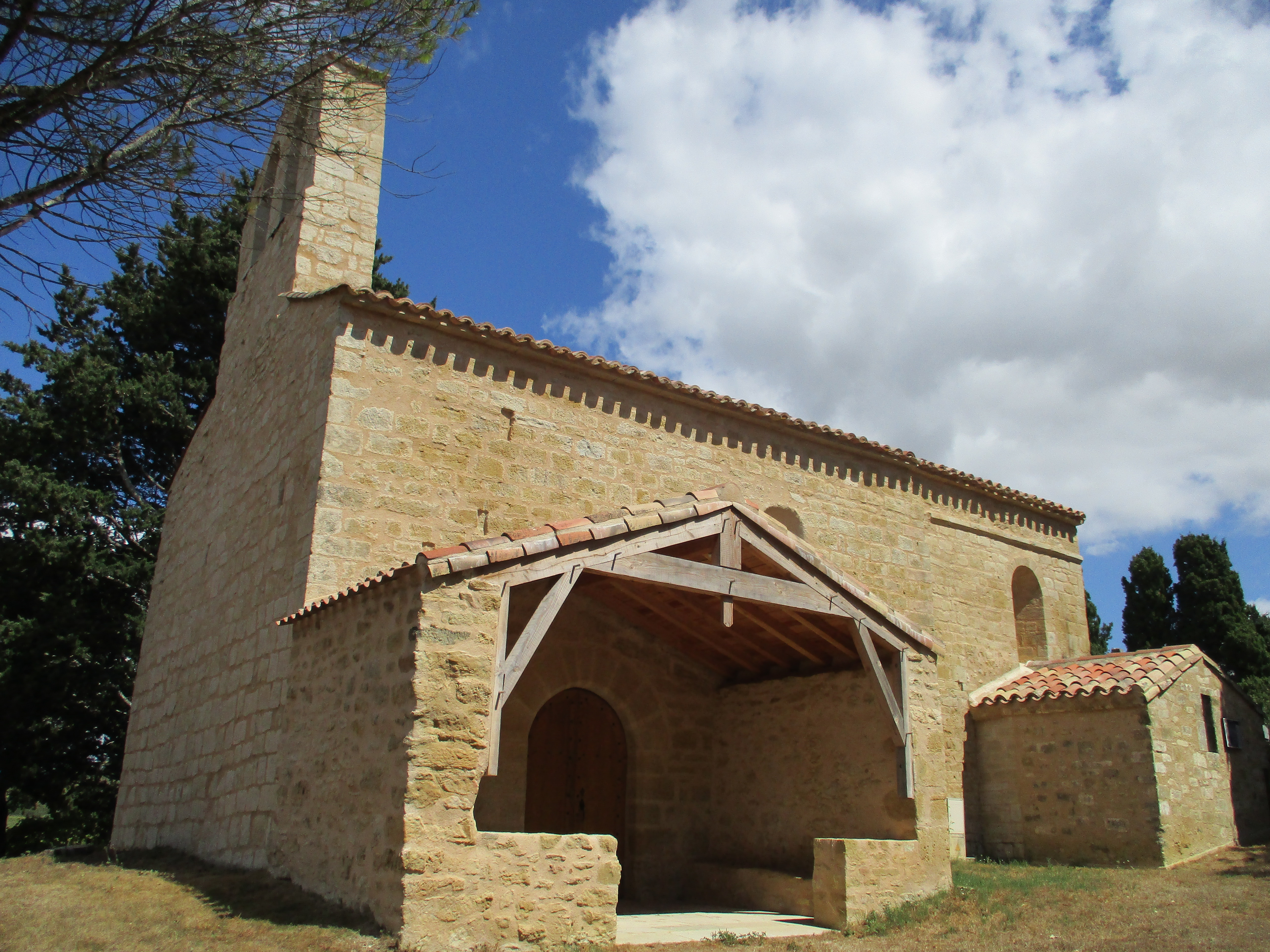
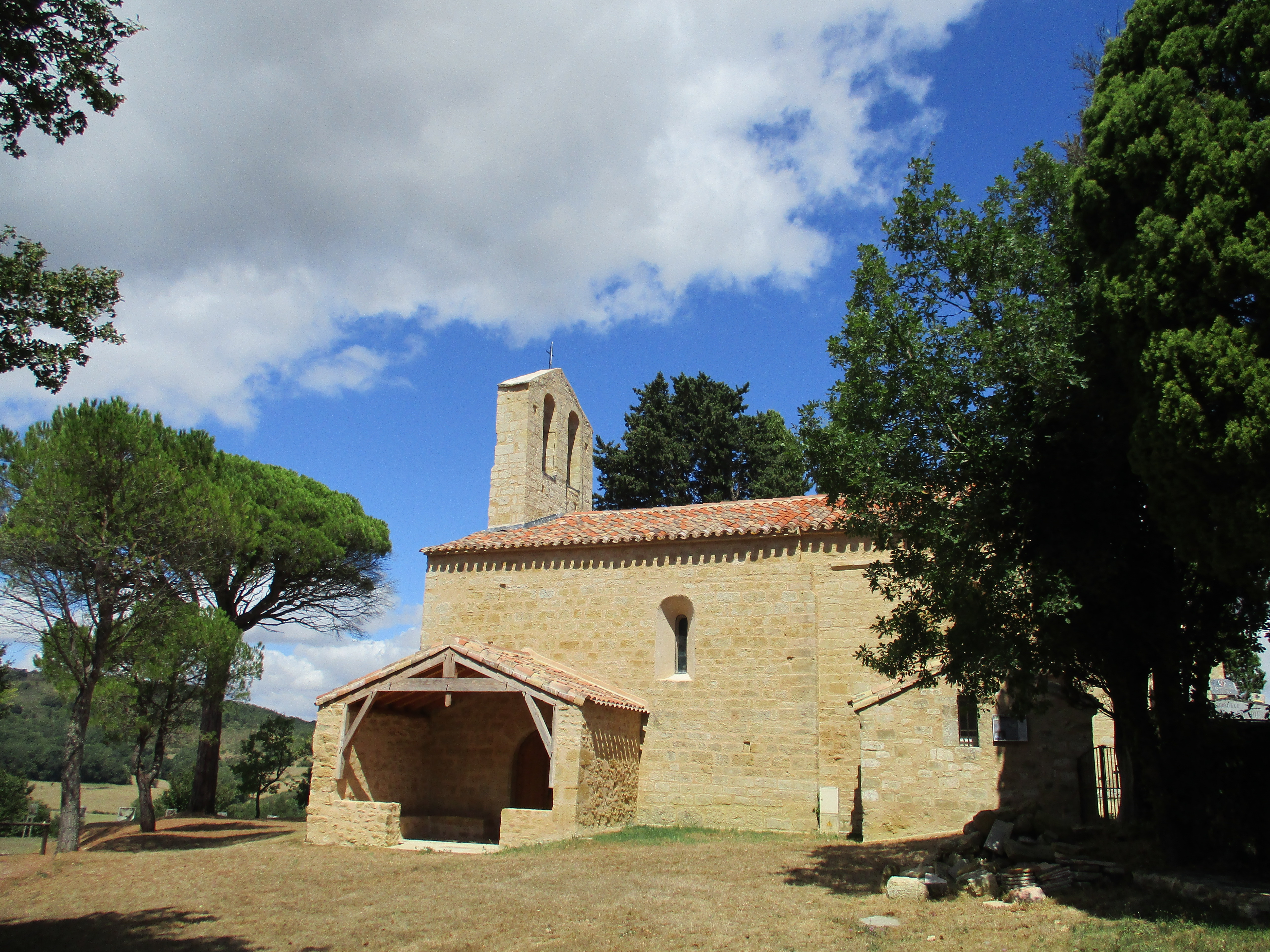